# Борис Радев (режисьор)
Борис Радев е български филмов и театрален режисьор.

## Биография
Роден е на 31 юли 1966 г. в Смолян. През 1988 година печели национален конкурс организиран от „Театър движение“ – София с художествен ръководител Вельо Горанов и на 22 годишна възраст става част от актьорската му трупа. Там се утвърждава като водещ артист, играе главни роли, участва в международни турнета, а през 1990 г. печели първа награда на театралния фестивал в Арецо (Италия) със спектакъла на „Театър движение“ „Дон Жуан“.
Завършва кинорежисура в НАТФИЗ „Кръстьо Сарафов“ в класа на проф. Иван Ничев.
Съпругата му Аделина Радева е телевизионен водещ в Нова телевизия.

## Творчество
През 1994 година създава заедно със Стоян Радев и Атанас Димитров „Belle epoque – studio“, една от първите частни продуцентски компании в България след 10 ноември 1989 г. "Belle epoque - studio" произвежда телевизионни предавания, филми и над 300 музикални и рекламни видео клипа, които се излъчват по телевизионните канали на цяла Европа, МСМ – Франция, ТВ 5 – Франция, МТV, Nationalgeographic и др. Сред изпълнителите са Дони и Момчил, Лили Иванова, Мариус Куркински, Теодоси Спасов, Ирина Флорин, Мариана Попова, Каризма, Невена Цонева, Васил Петров, Поли Генова, и др. 
„Belle epoque – studio“ менажира мащабни ивенти, рекламни кампании и театрални проекти, през 1996 година продуцира театралния дебют на Мариус Куркински „Дамата с кученцето“ и музикалния му албум „Любовна война“. 
През 2021 година създава заедно с "Upiagency"  Парк-театър „Борисова градина“- най-големият покрит летен театър в България и учредява наградата за изключителен принос към творческите индустрии театър, музика, кино  "Златната пчела".

## Произведения

### Документални филми
- 2004 – „Свещеният град Перперикон“
- 2016 – „50 години номер 8“
- 2017 – „Беленският мост на Колю Фичето“
- 2020 – „Театър по време на пандемия“
- 2020 – „Ангелът на милосърдието“
- 2021 – „Раковски - свобода или смърт“
- 2021 – „Чудното момче от Копривщица“
- 2022 – „Найден граматик - Копривщенецът“
- 2025 - "Жива памет - разпалваща сила"

### Телевизионни продукции
- 1996 – "Video music box“ – ТВ 7
- 1997 – „Музика, видео, телефон“ – БНТ
- 1997 – „Поп класика“ – БНТ
- 1998 – „В акция“ – БНТ
- 1999 – „1002 нощи“ – БНТ
- 2004 – „Пиано бар „Нощни птици“ БНТ
- 2011 – “Star Mashine“, ТВ – 7
- 2020 – „Препрочитаме Вазов“ – тв поредица от 170 клипа, кампания посветена на 170 години от рождението на Иван Вазов, БНТ и Народен театър „Иван Вазов“ и др.
- 2021 – „Раковски - живот в служба на народа“ – тв поредица от 200 клипа, кампания посветена на 200 години от рождението на Георги С.Раковски, БНТ
- 2022 - АСКЕЕР 2022 -"Урок по български" - Годишни театрални награди на фондация "АСКЕЕР", БНТ
- 2023 - АСКЕЕР 2023 -"Денят на големите учители" - Годишни театрални награди на фондация "АСКЕЕР", БНТ
- 2024 - АСКЕЕР 2024 -"Театрална суматоха" - Годишни театрални награди на фондация "АСКЕЕР", БНТ
- 2024 - "Беленският мост свързва времена и хора" - БНТ

### Спектакли
- 2012 – „Великият инквизитор“ по Ф. Достоевски, „Сълза и смях“
- 2013 – „Някои могат, други не“ по Теди Москов и Симон Шварц, ЦКТ
- 2016 – „Последният запис на Крап“ по Самюел Бекет, „Сълза и смях“
- 2017 – „Оркестър без име – МЮЗИКЪЛЪТ“по Станислав Стратиев, Арена „Армеец“
- 2018 – „България – земя благословена“, Борис Радев, Народен театър „Иван Вазов“
- 2019 – „Питат ли ме де зората“, Борис Радев, Народен театър „Иван Вазов“
- 2021- „В тишината“, театър на звука от Асен Аврамов, Театрална работилница „Сфумато“
- 2022 - "Вивалди завинаги", симфоничен спектакъл по музика на Антонио Вивалди, диригент Максим Ешкенази, Парк-театър "Борисова градина"

### Концерти
- 2002 – Посрещане на Негово Светейшество папа Йоан Павел II в България
- 2004 – „Ден на България в Европа“, концерт посветен на приноса на България в европейското културно наследство, централен площад „Гран Плас“ Брюксел
- 2016 – „50 години номер 8“ – бенефис на Христо Стоичков, стадион „Васил Левски“
- 2016 – „Моята игра“ – бенефис на Владо Николов, Арена „Армеец“
- 2019 – „Сцена под звездите 2019“ – Новогодишна програма на БНТ, София, площад „Александър I“
- 2019 – „DISKO STARS“ – „Иръпшън“, Прешъс Уилсън, Бони М, Сандра – НДК 1
- 2020 – „Сцена под звездите 2020“ – Новогодишна програма на БНТ, София, площад „Александър I"

## Награди
- 1994 – 1995 – Първи награди за Музикален видеоклип на годината – Дони и Момчил „Малкият принц“, „Утринна сянка“
- 1996 – Награда за музикален клип от фестивала MIDEM в Кан, Мариус Куркински „Та-ри-ри-рам“
- 2005 – Награда за документалния филм „Свещеният град Перперикон“, телевизионен фестивал „Европа е тук“
- 2012 – Награда за специален принос „Star Mashine“
- 2017 – Награда за документалния филм „Беленският мост на Колю Фичето, телевизионен фестивал „Българската Европа“
- 2021 - Награда за кампанията посветена на 200 годишнината от рождението на Георги С. Раковски от Министерството на културата на република България, Военна академия "Георги С.Раковски" и Община Котел
- 2021 – Награда за документалния филм „Ангелът на милосърдието“, от 19-ия межденароден кинофедстивал на Червенокръстките филми – Варна 2021